# Teoria de l'etiquetatge

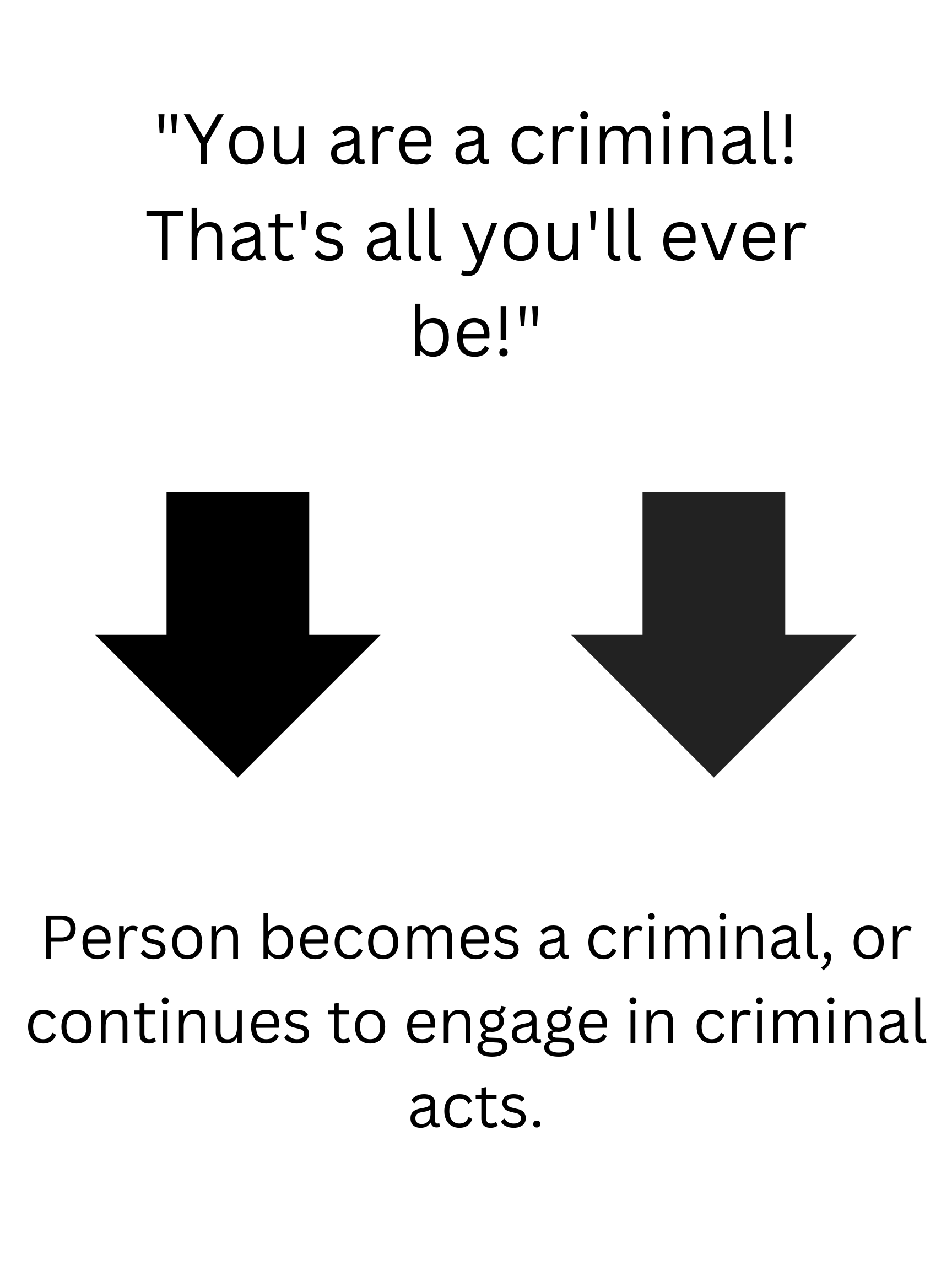
Una breu representació de la idea que hi ha al darrere de la «teoria de l'etiquetatge»

La teoria de l'etiquetatge planteja que la pròpia identitat i el comportament dels individus poden estar determinats o influenciats pels termes utilitzats per descriure'ls o classificar-los. S'associa amb els conceptes de profecia autocomplerta i estereotips. La teoria de l'etiquetatge sosté que la desviació no és inherent a un acte, sinó que se centra en la tendència de les majories a etiquetar negativament les minories o aquelles vistes com a desviades de les normes culturals estàndard.
La teoria va ser destacada durant les dècades del 1960 i 1970, i algunes versions modificades de la teoria s'han desenvolupat i encara són populars actualment. L'estigma es defineix com una «etiqueta» poderosament negativa que canvia l'autoconcepte i la identitat social d'una persona.
La teoria de l'etiquetatge està molt relacionada amb l'anàlisi de la construcció social i la interacció simbòlica. La teoria de l'etiquetatge va ser desenvolupada pels sociòlegs durant la dècada del 1960. El llibre Outsiders de Howard Saul Becker va ser extremadament influent en el desenvolupament d'aquesta teoria i el seu ascens a la popularitat.
La teoria de l'etiquetatge també està connectada amb altres camps a més del crim la criminologia. Per exemple, hi ha la teoria de l'etiquetatge que correspon a l'homosexualitat. Alfred Kinsey i els seus col·legues van ser els principals defensors a l'hora de separar la diferència entre el paper d'un «homosexual» i els actes que un fa. Un exemple és la idea que els homes que realitzen actes femenins implicarien que són homosexuals. Thomas J. Scheff afirma que l'etiquetatge també juga un paper amb els «malalts mentals». L'etiqueta no fa referència a actes delictius sinó a actes no acceptats socialment a causa de trastorns mentals.

## Bases teòriques

### George Herbert Mead
Un dels fundadors de l'interaccionisme social, George Herbert Mead, es va centrar en els processos interns de com la ment construeix la pròpia imatge. A Mind, Self, and Society (1934), va mostrar com els infants arriben a conèixer les «persones» primer i només després arriben a conèixer «les coses». Segons Mead, el pensament és alhora un procés «social» i «pragmàtic», basat en el model de dues persones que discuteixen com resoldre un problema. El concepte central de Mead és el «jo», la part de la personalitat d'un individu composta per l'autoconsciència i la pròpia imatge.

### Frank Tannenbaum
Frank Tannenbaum va introduir per primera vegada la idea d'«etiquetar». Kerry Townsend (2001) escriu sobre la revolució en criminologia provocada pel treball de Tannenbaum:
| «               | Les arrels del model teòric de Frank Tannenbaum, conegut com la «dramatització del mal» o «teoria de l'etiquetatge», afloren entre mitjans i finals de la dècada del 1930. En aquest moment, la legislació del «New Deal» no havia vençut els problemes de la Gran Depressió i, tot i que disminuïa, la immigració als Estats Units continuava. | » |
| — [Summer 1994] | |   |

| «                       | El clima social era de desil·lusió amb el govern. L'estructura de classes era una d'aïllacionisme cultural; la relativitat cultural encara no s'havia consolidat. La persistència de l'estructura de classes, malgrat les reformes del benestar i els controls sobre les grans empreses, era imbarrejable. | » |
| — [Summer 1992, p. 117] | |   |

| «                 | Un dels principis centrals de la teoria és fomentar el final del procés d'etiquetatge. En paraules de Frank Tannenbaum, «la sortida és a través de la negativa a dramatitzar el mal, el sistema de justícia intenta fer-ho mitjançant programes de desviació». El creixement de la teoria i la seva aplicació actual, tant pràctica com teòrica, proporcionen una base sòlida per a la contínuada popularitat. | » |
| — [Townsend 2001] | |   |

### Edwin Lemert
Edwin Lemert escriu: 
| «                         | Els seus actes es repeteixen i s'organitzen subjectivament i es transformen en rols actius i esdevenen els criteris socials per a l'assignació d'estatus... Quan una persona comença a utilitzar el seu comportament desviat o un rol basat en ell com a mitjà de defensa, atac, etc. o l'ajustament als problemes oberts i encoberts creats per la consegüent reacció de la societat cap a ell, la seva desviació és secundària. | » |
| — [Lemert 1951, p. 75-76] | |   |

### Howard Becker
Si bé va ser Lemert qui va introduir els conceptes clau de la teoria de l'etiquetatge, va ser Howard Becker qui es va convertir en el seu successor. Primer va començar a descriure el procés de com una persona adopta un paper desviat en un estudi de músics de dansa, amb els quals va treballar una vegada. Més tard va estudiar la formació de la identitat dels fumadors de marihuana. Aquest estudi va ser la base del seu Outsiders publicat el 1963. Aquest treball es va convertir en el manifest del moviment de la teoria de l'etiquetatge entre els sociòlegs. En la seva obertura, Becker escriu: 
| «                     | ... els grups socials creen desviació fent regles la infracció de les quals crea desviació, i aplicant aquestes regles a persones particulars i etiquetant-les com a forasters. Des d'aquest punt de vista, la desviació no és una qualitat de l'acte que comet la persona, sinó més aviat una conseqüència de l'aplicació per part d'altres de normes i sancions a un "delinqüent". El desviat és aquell a qui s'ha aplicat amb èxit aquesta etiqueta; el comportament desviat és un comportament que la gent tan etiqueta. | » |
| — [Becker 1973, p. 9] | |   |

Mentre la societat utilitza l'etiqueta estigmatitzada per justificar la seva condemna, l'actor desviat la utilitza per justificar les seves accions. Va escriure: 
| «                      | Per posar un argument complex en poques paraules: en comptes dels motius desviats que condueixen al comportament desviat, és al revés, el comportament desviat en el temps produeix la motivació desviada. | » |
| — [Becker 1973, p. 26] | |   |

Les opinions immensament populars de Becker també van ser objecte d'una pluja de crítiques, la majoria de les quals el culpaven d'ignorar la influència d'altres efectes biològics, genètics i la responsabilitat personal. En una edició posterior de la seva obra de 1973, va respondre als seus crítics. Va escriure que els sociòlegs, tot i que es dediquen a estudiar la societat, sovint tenen cura de no mirar massa de prop. Va escriure: 
| «                      | Prefereixo pensar en el que estudiem com a «acció col·lectiva». La gent actua, com han deixat clar Mead i Blumer, junts. Fan el que fan mirant el que els altres han fet, estan fent ara i poden fer en el futur. Un intenta encaixar la seva pròpia línia d'acció en les accions dels altres, de la mateixa manera que cadascun d'ells també ajusta les seves pròpies accions en desenvolupament al que veu i espera que facin els altres. | » |
| — [Becker 1973, p. 26] | |   |

Francis Cullen va informar el 1984 que Becker probablement era massa generós amb els seus crítics. Després de vint anys, les opinions de Becker, lluny de ser suplantades, s'han corregit i s'han absorbit en una «perspectiva d'estructuració» ampliada.

### Albert Memmi
A The Colonizer and the Colonized (1965), Albert Memmi va descriure els profunds efectes psicològics de l'estigma social creat per la dominació d'un grup per un altre. Va escriure: 
| «                          | Com més dura l'opressió, més profundament l'afecta (l'oprimit). Acaba fent-se tan familiar per a ell que creu que forma part de la seva pròpia constitució, que l'accepta i no pot imaginar la seva recuperació. Aquesta acceptació és el punt culminant de l'opressió. | » |
| — [Memmi 1965, p. 321-322] | |   |

A Dominated Man (1968), Memmi va centrar la seva atenció en la motivació de l'etiquetatge estigmatitzat: justifica l'explotació o la criminalització de la víctima. Va escriure: 
| «                          | Per què l'acusador se sent obligat a acusar per justificar-se? Perque se sent culpable cap a la seva víctima. Perque sent que la seva actitud i el seu comportament són essencialment injustos i fraudulents... Prova? «En gairebé tots els casos, el càstig ja s'ha infligit». La víctima del racisme ja viu sota el pes de la desgràcia i l'opressió... Per justificar aquests càstigs i desgràcies, s'inicia un procés de racionalització per explicar el gueto i l'explotació colonial. | » |
| — [Memmi 1968, p. 191-193] | |   |

La part central de l'etiquetatge estigmàtic és l'atribució d'una falta inherent: és com si algú digués: «Alguna cosa deu passar amb aquesta gent. En cas contrari, per què els tractaríem tan malament?»

### Erving Goffman
Potser el contribuent més important a la teoria de l'etiquetatge va ser Erving Goffman, president de l'Associació Americana de Sociologia (ASA) i un dels sociòlegs més citats dels Estats Units d'Amèrica. Els seus llibres més populars inclouen The Presentation of Self in Everyday Life, Interaction Ritual i Frame Analysis, però la seva contribució més important a la teoria de l'etiquetatge va ser Stigma: Notes on the Management of Spoiled Identity publicat el 1963.

#### Goffman's key insights
L'estat nació modern demana normalitat. Els estigmes actuals són el resultat no tant de prohibicions antigues o religioses, sinó d'una nova demanda de normalitat: 
| «                     | La noció d'«ésser humà normal» pot tenir la seva font en l'enfocament mèdic de la humanitat, o en la tendència de grans escales d'organitzacions burocràtiques com l'estat-nació, per tractar tots els membres en alguns aspectes com a iguals. Sigui quins siguin els seus orígens, sembla proporcionar la imatge bàsica a través de la qual els laics es conceben actualment a si mateixos. | » |
| — Goffman 1963, p. 7] | |   |

Viuen en un món dividit, els desviats divideixen els seus mons en:
- llocs prohibits on el descobriment significa exposició i perill;[10]
- llocs on les persones d'aquest tipus són dolorosament tolerades; i
- llocs on la pròpia espècie està exposada sense necessitat de dissimular o dissimular.

El tracte amb els altres està ple d'una gran complexitat i ambigüitat: 
| «                       | Quan normals i estigmatitzats entren de fet en la presència immediata dels altres, sobretot quan intenten mantenir una trobada conversacional conjunta, es produeix una de les escenes primordials de la sociologia; perque, en molts casos, aquests moments seran els que les causes i els efectes de l'estigma s'enfrontaran directament per ambdues parts. | » |
| — [Goffman 1963, p. 13] | |   |

| «                       | El que són rutines irreflexives per als normals poden convertir-se en problemes de gestió per als desprestigiables... La persona amb un fracàs secret, doncs, ha d'estar pendent de la situació social com a escàner de possibilitats i, per tant, és probable que estigui alienada del més simple món en què aparentment habiten els que els envolten. | » |
| — [Goffman 1963, p. 88] | |   |

Les reivindicacions de la societat estan plenes de contradiccions: 
| «                        | D'una banda, a una persona estigmatitzada se li pot dir que no és diferent dels altres. D'altra banda, ha de declarar la seva condició d'«estranger resident que representa el seu grup». | » |
| — [Goffman 1963, p. 108] | |   |

S'ha de donar la impressió que la càrrega de l'estigma no és massa pesada però un mateix s'ha de mantenir a la distància requerida. «Es permet una 'acceptació fantasma' per proporcionar la base per a una 'normalitat fantasma'». La familiaritat no redueix el menyspreu. Malgrat la creença comuna que l'obertura i l'exposició disminuiran els estereotips i la repressió, passa el contrari: «Així, tant si interactuem amb desconeguts o íntims, encara trobarem que la punta dels dits de la societat ha arribat sense embuts al contacte, fins i tot aquí posant-nos al nostre lloc».

### David Matza
A On Becoming Deviant (1969), el sociòleg David Matza fa el relat més viu i gràfic del procés d'adopció d'un paper desviat. Els actes de les autoritats per prohibir un comportament proscrit poden tenir dos efectes, mantenint la major part del comportament, però també oferint noves oportunitats per crear identitats desviades. Diu que el concepte d'«afinitat» fa poc per explicar la dedicació a la conducta: 
| «                     | En canvi, es pot considerar com una tendència biogràfica natural nascuda de circumstàncies personals i socials que suggereix però difícilment obliga a una direcció o moviment. | » |
| — [Matza 1969, p. 93] | |   |

El que dona força a aquest moviment és el desenvolupament d'una nova identitat: 
| «                      | Ser fet de lladre, de prostituta o, de manera més general, de desviat, és augmentar i accelerar el procés de convertir-se en això mateix. | » |
| — [Matza 1969, p. 157] | |   |

| «                          | En un descobriment escandalitzat, el subjecte entén ara concretament que hi ha gent seriosa que realment es va construint la seva vida al voltant de les seves activitats, aturant-lo, corregint-lo, dedicat a ell. Mantenen registres del transcurs de la seva vida, fins i tot desenvolupen teories sobre com va arribar així... Presionat per una exhibició així, el subjecte pot començar a afegir significat i gravetat a les seves activitats desviades. Però pot fer-ho d'una manera no especialment pensada pels agents de l'estat. | » |
| — [Matza 1969, p. 163-164] | |   |

| «                          | La qüestió significativa de la identitat és si aquesta activitat, o qualsevol de les meves activitats pot representar-me, o ser considerada com a indicacions adequades del meu ésser. He fet un robatori, significa que soc lladre, sóc un lladre? Per respondre afirmativament, hem de ser capaços de concebre una relació especial entre ser i fer, una unitat susceptible de ser indicada. Aquesta construcció de significat té una qualitat notable. | » |
| — [Matza 1969, p. 165-170] | |   |

## El«criminal»
Com a aplicació de la fenomenologia, la teoria planteja la hipòtesi que les etiquetes aplicades als individus influeixen en el seu comportament, especialment l'aplicació d'etiquetes negatives o estigmatitzants (com ara «criminal» o «delinqüent») promouen comportaments desviats, convertint-se en una profecia autocomplerta, és a dir, un individu que està etiquetat no té més remei que adaptar-se al significat essencial d'aquest judici. En conseqüència, la teoria de l'etiquetatge postula que és possible prevenir la desviació social mitjançant una reacció limitada de vergonya social en els «etiquetadors» i substituint la indignació moral per la tolerància. Es posa èmfasi en la rehabilitació dels delinqüents mitjançant una alteració de les seves etiquetes. Les polítiques de prevenció relacionades inclouen esquemes d'apoderament del client, mediació i conciliació, cerimònies de perdó víctima-delinqüent (justícia restaurativa), restitució, reparació i alternatives als programes penitenciaris que impliquen desviació. La teoria de l'etiquetatge ha estat acusada de promoure implicacions polítiques poc pràctiques i criticada per no explicar els delictes més greus de la societat.

## El«malalt mental»
La construcció social del comportament desviat té un paper important en el procés d'etiquetatge que es produeix a la societat. Aquest procés implica no només l'etiquetatge de la conducta criminalment desviada, que és una conducta que no s'ajusta a les normes construïdes socialment, sinó també l'etiquetatge d'aquella que reflecteix un comportament estereotipat o estigmatitzat dels «malalts mentals».
L'any 1961, Thomas Szasz, a The Myth of Mental Illness, preguntava: 
| «                     | Qui defineix qui com a problemàtic o malalt mental?... [el] que s'apodera primer de la paraula imposa la realitat a l'altre; [el] que defineix així domina i viu; i [el] que es defineix és sotmès i pot ser assassinat. | » |
| — [Szasz 1973, p. 85] | |   |

Thomas J. Scheff a Being Mentally Ill va desafiar les percepcions comunes de la malaltia mental afirmant que la malaltia mental es manifesta únicament com a resultat de la influència de la societat. Va argumentar que la societat considera que determinades accions són desviades i, per acceptar i entendre aquestes accions, sovint posa l'etiqueta de «malaltia mental» a aquells que les presenten. Aleshores es posen determinades expectatives en aquests individus i, amb el temps, canvien inconscientment el seu comportament per complir-les. Els criteris per a les diferents malalties mentals no es compleixen de manera coherent per aquells a qui se'ls diagnostica perquè totes aquestes persones pateixen el mateix trastorn, simplement es compleixen perquè els «malalts mentals» creuen que se suposa que han d'actuar d'una determinada manera, així que, amb el pas del temps, ho acaben fent.
La teoria de Scheff va tenir molts crítics, sobretot Walter Gove que va argumentar constantment en contra de Scheff amb una teoria gairebé oposada; creia que la societat no té cap influència en la «malaltia mental». En canvi, qualsevol percepció social dels «malalts mentals» es produeix com a resultat directe dels comportaments d'aquestes persones. La majoria de les opinions dels sociòlegs sobre l'etiquetatge i les malalties mentals han caigut entre els extrems de Gove i Scheff. D'altra banda, és gairebé impossible negar, tenint en compte tant el sentit comú com els resultats de la investigació, que les percepcions negatives de la societat sobre els «bojos» els hagin tingut algun efecte. Sembla que, de manera realista, l'etiquetatge pot accentuar i allargar els problemes anomenats «malaltia mental», però rarament n'és la causa total.
En aquesta línia general s'han fet molts altres estudis. Per donar uns quants exemples, diversos estudis han indicat que la majoria de la gent associa el fet d'etiquetar un malalt mental com a estigmatitzador, o fins i tot més, que no pas ser vist com un drogodependent, un exconvicte o una prostituta (per exemple: [Brand, Claiborn 1976)]). A més, l'estudi de 1977 de Page va trobar que els autodeclarats «expacients mentals» tenen molt menys probabilitats de rebre lloguers d'apartaments o contractar-los per fer feina. És evident que aquests estudis i les desenes d'altres com ells serveixen per demostrar que l'etiquetatge pot tenir un efecte molt real i molt gran sobre els malalts mentals. Tanmateix, no s'ha demostrat que l'etiquetatge sigui l'única causa de cap símptoma de malaltia mental.
Peggy Thoits (1999) parla del procés d'etiquetar algú amb una malaltia mental al seu article, Sociological Approaches to Mental Illness (Enfocaments sociològics de la malaltia mental). A partir de la teoria de Thomas Scheff (1966), Thoits afirma que les persones que són etiquetades com a malaltes mentals són estereotipadament retratades com a impredictibles, perilloses i incapaços de cuidar-se per si mateixes. També afirma que «les persones que són etiquetades com a desviades i tractades com a desviades es tornen desviades». Aquesta afirmació es pot desglossar en dos processos, un que implica els efectes de l'autoetiquetatge i l'altre un tracte diferenciat de la societat en funció de l'etiqueta de l'individu. Per tant, si la societat considera que els malalts mentals són impredictibles, perillosos i que depenen d'altres, aleshores una persona que potser no està realment malalt mentalment, però que ha estat etiquetada com a tal, podria arribar a estar malalt mentalment.
L'etiqueta de «malalt mental» pot ajudar una persona a buscar ajuda, per exemple psicoteràpia o medicació. Les etiquetes, tot i que poden ser estigmatitzants, també poden conduir a aquells que les porten cap a un tractament adequat i la seva recuperació. Si un creu que «estar malalt mentalment» és més que creure que s'ha de complir un conjunt de criteris de diagnòstic (com argumentaria Scheff, vegeu més amunt), llavors probablement també estaríem d'acord que hi ha alguns que s'etiqueten «malalts mentals» per rebre ajuda. S'ha afirmat que això no podria passar si «nosaltres» no tinguéssim una manera de classificar-los (i, per tant, etiquetar-los), encara que en realitat hi ha molts enfocaments d'aquests fenòmens que no utilitzen classificacions categòriques i termes de diagnòstic, per exemple, models d'espectre o continu. Aquí, les persones varien en diferents dimensions i tothom cau en diferents punts de cada dimensió.
Els defensors de l'«etiquetatge dur», a diferència de l'«etiquetatge suau», creuen que la malaltia mental no existeix, sinó que és només una desviació de les normes de l'ordre social, fent que la gent cregui en la malaltia mental. Els veuen com a malalties construïdes socialment i trastorns psicòtics.

## L'«homosexual»
L'aplicació de la teoria de l'etiquetatge a l'homosexualitat ha estat molt controvertida. Van ser Alfred Kinsey i els seus col·legues els que van assenyalar la gran discrepància entre el comportament i el paper que s'hi adjunta. Havien observat les conseqüències sovint negatives d'etiquetar i condemnar repetidament etiquetant les persones com a «homosexuals»: 
| «                                                     | És sorprenent observar com molts psicòlegs i psiquiatres han acceptat aquest tipus de propaganda i han arribat a creure que els homes i les dones homosexuals són discretament diferents de les persones que responen a estímuls naturals. En lloc d'utilitzar aquests termes com a substantius que representen persones, o fins i tot com a adjectius per descriure persones, es poden utilitzar millor per descriure la naturalesa de les relacions sexuals obertes o dels estímuls als quals un individu respon eròticament... el nostre pensament si els termes es podrien eliminar completament del nostre vocabulari. | » |
| — [Kinsey, Pomeroy, Martin, Gebhard 1953, p. 616-617] | |   |

| «                                                 | Els homes no representen dues poblacions diferenciades, heterosexuals i homosexuals... Només la ment humana inventa categories i intenta forçar els fets a les caselles. El món viu és un continuum en tots i cadascun dels seus aspectes. | » |
| — [Kinsey, Pomeroy, Martin, Gebhard 1953, p. 639] | |   |

| «                                                 | La classificació de la conducta sexual com a masturbatòria, heterosexual o homosexual és, per tant, lamentable si suggereix que només diferents tipus de persones busquen o accepten cada tipus d'activitat sexual. No hi ha res conegut en l'anatomia o la fisiologia de la resposta sexual i l'orgasme que distingeixi les reaccions masturbatòries, heterosexuals o homosexuals. | » |
| — [Kinsey, Pomeroy, Martin, Gebhard 1953, p. 446] | |   |

| «                                                     | Amb relació a la conducta sexual, només s'ha pogut mantenir aquesta dicotomia col·locant en una categoria heterosexual totes les persones exclusivament heterosexuals i totes les persones que tinguin alguna experiència amb el seu propi sexe, fins i tot les que tenen la menor experiència sexual, en una categoria homosexual... L'intent de mantenir una dicotomia simple sobre aquests temes posa de manifest els biaixos tradicionals que poden aparèixer sempre que s'intervingui la classificació heterosexual o homosexual d'un individu. | » |
| — [Kinsey, Pomeroy, Martin, Gebhard 1953, p. 468-469] | |   |

Stigma: Notes on the Management of Spoiled Identity d'Erving Goffman distingeix entre el comportament i el paper que se li assigna: 
| «                           | El terme «homosexual» s'utilitza generalment per referir-se a qualsevol persona que es dediqui a pràctiques sexuals obertes amb un membre del seu propi sexe; aquesta pràctica s'anomena «homosexualitat». Aquest ús sembla estar basat en un marc de referència mèdic i legal i proporciona una categorització massa àmplia i heterogènia per utilitzar-la aquí. Em refereixo només als individus que participen en una comunitat especial de comprensió en què els membres del propi sexe es defineixen com els objectes sexuals més desitjables, i la sociabilitat s'organitza energèticament al voltant de la recerca i l'entreteniment d'aquests objectes. | » |
| — Goffman 1963, p. 143-144] | |   |

La teoria de l'etiquetatge també va ser aplicada a l'homosexualitat per Evelyn Hooker i per Leznoff i Westley (1956), que van publicar el primer estudi sociològic de la comunitat gai.
Erving Goffman i Howard Becker van utilitzar la vida de persones identificades com homosexuals en les seves teories sobre l'etiquetatge i l'interaccionisme.
Simon i Gagnon també van escriure: 
| «                                  | Cal allunyar-se de la preocupació obsessiva per la sexualitat de l'individu i intentar veure l'homosexual en termes dels vincles més amplis que ha de tenir per viure al món que l'envolta. | » |
| — [Simon, Gagnon 1967, p. 177-185] | |   |

La sociòloga britànica Mary McIntosh va reflectir l'entusiasme dels europeus per la teoria de l'etiquetatge en el seu estudi de 1968, The Homosexual Role: 
| «                             | El punt de vista de la sociologia comparada ens permet veure que la concepció de l'homosexualitat com a condició és, en si mateixa, una possible objecte d'estudi. Aquesta concepció i el comportament que suporta operen com una forma de control social en una societat en què l'homosexualitat és condemnada... És interessant notar que els mateixos homosexuals acollien i donen suport a la noció que l'homosexualitat és una condició. Perquè de la mateixa manera que la categorització rígida dissuadeix a la gent de derivar cap a la desviació, sembla que exclueix la possibilitat de tornar a la normalitat i, per tant, elimina l'element de l'elecció ansiosa. Sembla justificar el comportament desviat de l'homosexual com a apropiat per a ell com a membre de la categoria homosexual. La desviació es pot veure així com a legítima per a ell i pot continuar-hi sense rebutjar la norma de la societat. | » |
| — [McIntosh 1968, p. 182-192] | |   |

Sara Fein i Elaine M. Nuehring (1981) van ser de les moltes que van donar suport a l'aplicació de la teoria de l'etiquetatge a l'homosexualitat. Van veure que el rol gai funcionava com un «estatus mestre» al voltant del qual s'organitzaven altres rols. Això comporta tot un nou conjunt de problemes i restriccions: 
| «                               | La col·locació en una categoria social que constitueix un estatus mestre prohibeix als individus triar el grau de la seva implicació en diverses categories. Els membres del grup estigmatitzat perden l'oportunitat d'establir el seu propi sistema personal d'avaluació i pertinença al grup, així com la capacitat d'arribar al seu propi rànquing de cada característica personal... Per exemple, els individus homosexuals recentment reconeguts no poden donar per fet que comparteixen el món amb altres que tenen interpretacions i supòsits congruents; el seu comportament i motius, tant passats com presents, s'interpretaran a la llum del seu estigma. | » |
| — [Fein, Nuehring 1981, p. 4-6] | |   |

Potser el defensor més ferm de la teoria de l'etiquetatge va ser Edward Sagarin. En el seu llibre, Deviants and Deviance, va escriure: 
| «                        | No hi ha homosexuals, travestis, addictes a les drogues, suïcides, delinqüents, delinqüents o altres entitats semblants, en el sentit de persones que tinguin aquestes identitats. | » |
| — [Sagarin 1975, p. 150] | |   |

La posició de Sagarin va ser rotundament condemnada pels acadèmics de la comunitat gai. Sagarin havia escrit algunes novel·les gais sota el pseudònim de Donald Webster Cory. Segons els informes, més tard va abandonar la seva identitat gai i va començar a promoure una visió interaccionista de l'homosexualitat.
Diversos autors van adoptar una teoria de l'etiquetatge modificada, «no-desviant». Van rebutjar la funció estigmatitzada del rol gai, però la van trobar útil per descriure el procés de sortir i conciliar les experiències homosexuals amb el rol social. Els seus treballs inclouen:
- Williams, Colin J.; Weinberg, Martin S. Homosexuals and the Military (en anglès).  Nova York: Harper & Row, 1971.
- Dank, Barry «Coming Out in the Gay World» (en anglès). Psychiatry, 34(2), 1971, pàg. 180-197. DOI: 10.1080/00332747.1971.11023666.
- Hammersmith, Sue K.; Weinberg, Martin «Homosexual Identity» (en anglès). Sociometry, 36(1), 1973, pàg. 56-79. DOI: 10.2307/2786282. JSTOR: 2786282. PMID: 4710474.
- Weinberg, Martin S.; Williams, Colin J. Male Homosexuals (en anglès).  Nova York: Oxford University Press, 1974.
- Warren, Carol A. B.. Identity and Community in the Gay World (en anglès).  Nova York: Wiley-Interscience, 1974.
- Shively, Michael G.; DeCecco, John «Components of Sexual Identity» (en anglès). Journal of Homosexuality, 3(1), 1977, pàg. 41-48. DOI: 10.1300/j082v03n01_04. PMID: 591712.
- Bell, Alan; Weinberg, Martin S. Homosexualities: a Study of Diversity Among Men and Women (en anglès).  Nova York: Simon & Schuster, 1978.
- Weinberg, Thomas «On 'Doing' and 'Being' Gay: Sexual Behavior and Homosexual Male Self-Identity» (en anglès). Journal of Homosexuality, 14(2), 1978, pàg. 143-168. DOI: 10.1300/j082v04n02_02.
- Cass, Vivienne «Homosexual Identity Formation: A Theoretical Model» (en anglès). Journal of Homosexuality, 4(3), 1979, pàg. 219-235. DOI: 10.1300/j082v04n03_01. PMID: 264126.
- Troiden, Richard «Becoming Homosexual: A model of Gay Identity Acquisition» (en anglès). Psychiatry, 42(4), 1979, pàg. 362-373. DOI: 10.1080/00332747.1979.11024039. PMID: 504515.
- Bell, Alan; Weinberg, Martin S.; Hammersmith, Sue Kiefer. Sexual Preference: Its Development in Men and Women (en anglès).  Bloomington, IN: University of Indiana Press, 1981.
- Coleman, Eli «Developmental Stages of the Coming Out Process» (en anglès). American Behavioral Scientist, 25(4), 1982, pàg. 469-482. DOI: 10.1177/000276482025004009.

Barry Adam (1976) va portar aquests autors a la tasca per ignorar la força de l'opressió en la creació d'identitats i els seus efectes inferioritzadors. A partir de les obres d'Albert Memmi, Adam va mostrar com les persones identificades com homosexuals, com els jueus i els negres, interioritzen l'odi per justificar les seves limitacions de les opcions de vida. Va veure que la gravitació cap als guetos era una prova de les autolimitacions: 
| «                      | Un cert liberalisme romàntic recorre la literatura, evident pels intents d'empapelar o descartar els problemes reals de la inferiorització. Alguns investigadors semblen decidits a «rescatar» els seus subjectes de la «difamació» ignorant els problemes del derrotisme i l'autodestrucció còmplice. Evitar una reflexió descoratjadora sobre la pràctica diària de les persones dominades sembla sorgir del desig de «millorar» la reputació dels dominats i alleujar màgicament la seva situació. L'observació acurada s'ha sacrificat al «poder del pensament positiu». | » |
| — [Barry 1978, p. 5-6] | |   |

També va sorgir una forta defensa de la teoria de l'etiquetatge dins de la comunitat gai. Dan Slater, del Centre d'Informació Homosexual de Los Angeles, va dir: 
| «                       | No hi ha cap estil de vida homosexual. No existeix l'orgull gai ni res semblant. L'homosexualitat es basa simplement en l'acte sexual. La consciència gai i tota la resta són actituds separatistes i derrotistes que es remunten a concepcions centenàries i antiquades que els homosexuals són, de fet, diferents dels altres. | » |
| — [Leopold 1975, p. 26] | |   |

En un article posterior, Slater (1971) afirmava que el moviment gai anava en la direcció equivocada: 
| «                        | És el propòsit del moviment intentar reivindicar els drets sexuals de tothom o crear un culte polític i social a partir de l'homosexualitat? …Les persones que realitzen actes homosexuals o altres actes no conformes són sexualment lliures. Volen que els altres s'il·luminin. Volen que es canviïn les lleis hostils, però els molesta l'intent d'organitzar les seves vides al voltant de l'homosexualitat tant com l'intent centenari d'organitzar les seves vides al voltant de l'heterosexualitat. | » |
| — [Slater 1972, p.28-29] | |   |

William DuBay (1967) descriu la identitat gai com una estratègia per fer front a l'opressió de la societat. Soluciona alguns problemes però en crea molts més, substituint un armari de secrets per un d'identitat gai. Suggereix que una millor estratègia és rebutjar l'etiqueta i viure com si l'opressió no existís. Citant a Goffman, escriu: 
| «                        | Però, per descomptat, el que és un bon ajust per a l'individu pot ser encara millor per a la societat. | » |
| — [Goffman 1963, p. 122] | |   |

DuBay sosté que l'intent de definir l'homosexualitat com una classe de persones a protegir contra la discriminació tal com es defineix als estatuts no ha reduït l'opressió. En canvi, l'objectiu del moviment hauria de ser aconseguir l'acceptació de les relacions homosexuals com a útils i productives tant per a la societat com per a la família. El moviment ha perdut l'alt terreny moral en patrocinar la «fugida de l'elecció» i no assumint les qüestions morals.
| «                    | Persones a les quals confinem a les cambres i els bars que altres societats han honrat com a cuidadors de nens, astròlegs, ballarins, cantants, joglars, bufons, artistes, xamans, guerrers sagrats i jutges, vidents, curanders, teixidors de contes i màgia. | » |
| — [DuBay 1967, p. 9] | |   |

DuBay es refereix a la «trajectoria gai», en la qual una persona s'embolica primer en el paper gai, organitzant la seva personalitat i la seva vida al voltant del comportament sexual. Podria fugir de la seva família i de la seva ciutat natal a un gran centre gai. Allà, la força embruixadora de l'estigma l'introduirà en modes de desviació més excessius com la promiscuïtat, la prostitució, l'alcoholisme i la drogoaddicció. Molts resisteixen aquestes temptacions i intenten normalitzar la seva vida, però els carrils ràpids de la societat gai estan plens de víctimes de la identitat gai. Alguns arriben a rebutjar l'etiqueta del tot.
| «                      | Aconseguint el prohibit, no són ni gais ni heterosexuals. Una vegada més aprenent a triar, desenvolupen la capacitat de fer ambigua la prohibició, assumint la responsabilitat i rebutjant explicacions sobre els seus comportaments. | » |
| — [DuBay 1967, p. 143] | |   |

John Henry Mackay (1985) escriu sobre un estafador gai a Berlín que va adoptar una solució d'aquest tipus: 
| «               | El que era evident, natural i no menys malaltís no necessitava una excusa a través d'una explicació... Era l'amor com qualsevol altre amor. Qui no podia o no ho va acceptar com a amor s'equivocava. | » |
| — [MacKay 1985] | |   |

## Teoria de l'etiquetatge modificada
Bruce Link i col·legues (1989) havien realitzat diversos estudis que assenyalen la influència que l'etiquetatge pot tenir en els pacients mentals. A través d'aquests estudis, que van tenir lloc els anys 1987, 1989 i 1997, Link va avançar una «teoria de l'etiquetatge modificada» que indica que les expectatives de l'etiquetatge poden tenir un gran efecte negatiu, que aquestes expectatives sovint fan que els pacients es retirin de la societat i que els etiquetats com a «tenir un trastorn mental» estan sent rebutjats constantment per la societat d'una manera aparentment menor, però que, en conjunt, tots aquests petits menyspreus poden alterar dràsticament els seus autoconceptes. Arriben tant a anticipar com a percebre les reaccions negatives de la societat davant d'ells, i això pot danyar la seva qualitat de vida.
La teoria de l'etiquetatge modificada s'ha descrit com un «model socio-psicològic sofisticat de per què les etiquetes importen». L'any 2000, els resultats d'un estudi prospectiu de dos anys de pacients donats d'alta d'un hospital mental (en el context de la desinstitucionalització) van mostrar que l'estigma era una força poderosa i persistent a les seves vides, i que les experiències de rebuig social eren una font persistent d'estrès. Els esforços per fer front a les etiquetes, com ara no dir-li a ningú, educar la gent sobre el malestar/trastorn mental, retirar-se de les situacions d'estigmatització, podrien provocar un aïllament social més gran i reforçar els autoconceptes negatius. De vegades s'acceptaria una identitat com a minoria de baixa autoestima de la societat. L'estigma es va associar amb una motivació disminuïda i la capacitat per «aconseguir-ho a la societat dominant» i amb «un estat de vulnerabilitat social i psicològica davant problemes prolongats i recurrents». No obstant això, hi va haver un patró d'alça i baixa en l'autoestima, i es va suggerir que, en lloc de simplement erosionar gradualment l'autoestima i augmentar les tendències autocrítiques, la gent de vegades s'aconseguia, però lluitava, per mantenir uns sentiments coherents d'un mateix valor. En última instància, «un quadre de pacients havia desenvolupat una visió arrelada i negativa d'ells mateixos, i les seves experiències de rebuig semblen ser un element clau en la construcció d'aquests sentiments relacionats amb un mateix» i «els barris hostils no només poden afectar el seu autoconcepte, però també pot afectar en última instància l'estat de salut mental del pacient i l'èxit que tenen».